# Le Fou du labo 4
Pour plus de détails, voir Fiche technique et Distribution.
Le Fou du labo 4 est une comédie française réalisée par Jacques Besnard en 1967.

## Synopsis
Eugène Ballanchon travaille sur la mise au point d'un gaz de vérité mais à cause de quelques cendres tombées dans son cristallisoir, il découvre un gaz euphorisant, capable de neutraliser l'ennemi. Ce gaz intéresse au plus haut point le redoutable Beauchard, qui charge Régine, une séduisante espionne, de tomber dans les bras de Ballanchon.

## Fiche technique
- Réalisation : Jacques Besnard
- Assistants réalisateur : Pierre Cosson, Jean-Marie Poiré
- Scénario : Jean Halain, Jacques Besnard, d'après le roman de René Cambon
- Dialogues : Jean Halain
- Photographie : Raymond Lemoigne
- Opérateur : Daniel Diot, assisté de Michel Lebon
- Montage : Gilbert Natot, assisté de Colette Lambert
- Musique : Bernard Gérard
- Décors : Henri Sonois
- Costumes : Pierre Charron
- Maquillage : Billie Bonnard et Dominique Colladant
- Son : René-Christian Forget
- Script-girl : Charlotte Lefebvre
- Photographe de plateau : Gilles Baurdin
- Scènes d'actions réglées par André Cagnard de l'équipe Claude Carliez
- Conseiller équestre : François Nadal
- Cavalerie et attelage : le manège Debut de Roseville
- Accessoiriste : Jacques Martin
- Perchman : Jean Jack - Générique : C.T.R
- Administrateur de production : Guy Azzi
- Régisseur : Alice Bogard et Armand Tabuteau
- Robes de Mme Latour sont de Arlette Boissy
- Producteur délégué : Alain Poiré
- Directeur de production : Mireille de Tissot, Robert Sussfeld
- Société de production : Société des Etablissements L. Gaumont
- Distribution : Gaumont Distribution
- Pellicule 35mm, couleur par Eastmancolor
- Auditorium : Studios de Billancourt (Paris-Studio-Cinéma)
- Tournage aux Laboratoires Debat à Garches
- Tirage et développement : Laboratoire G.T.C
- Année : 1967
- Durée : 95 minutes
- Genre : Comédie, Action, Espionnage
- Première présentation le 29/11/1967

## Distribution
- Jean Lefebvre : Eugène Ballanchon, chercheur scientifique, célibataire
- Maria Latour : Régine, l'espionne de monsieur Beauchard
- Bernard Blier : M. Beauchard, secrétaire de direction lié à un gang
- Pierre Brasseur : le Père Ballanchon
- Michel Serrault : M. Granger, directeur du laboratoire scientifique
- Robert Dalban : Marchand, un espion dans le laboratoire
- Mario David : Mario
- Margo Lion : la Mère Ballanchon
- Henri Virlojeux : un savant
- André Chaumeau : le baron essayant un chapeau
- Jean Franval : un inspecteur de la DST
- Alain Janey : Fred
- Sabine Sun : la baronne
- Yvon Sarray : le piéton
- Pierre Tornade : un inspecteur de la DST
- Paul Préboist : l'agent de police

Non crédités
- Marc Arian : un extra
- Antoine Baud : un acteur du western
- Michel Berreur : un acteur du western
- André Cagnard : Jo
- Guy Delorme : un acteur du western
- Marius Gaidon : un agent de police
- Henri Guégan : un acteur du western
- Jacques Hantonne : cascadeur
- Rico Lopez : un acteur du western
- Gérard Moisan : un acteur du western
- Jean Ozenne : le ministre
- Laure Paillette : la voyageuse de la diligence
- Eric Vasberg : un acteur du western
- Lionel Vitrant : un acteur du western

## Lieux de tournage
Les premières scènes sont tournées à Saint-Cloud (on reconnaît l’église Stella-Matutina, puis descente du boulevard Henri Sellier de Suresnes).
- Une scène est tournée sur le pont de Suresnes[1].
- Les scènes du Far West sont tournées à la Vallée des Peaux-Rouges, à Fleurines (Oise).